# Finlandia en los Juegos Olímpicos de Barcelona 1992
Finlandia estuvo representada en los Juegos Olímpicos de Barcelona 1992 por un total de 88 deportistas que compitieron en 16 deportes.  
El portador de la bandera en la ceremonia de apertura fue el luchador Harri Koskela.

## Medallistas
El equipo olímpico finlandés obtuvo las siguientes medallas:
| Nombre                                    | Deporte       | Competición             |
| ----------------------------------------- | ------------- | ----------------------- |
| Oro                                       |               |                         |
| Mikko Kolehmainen                         | Piragüismo    | K1 500 m M              |
| Plata                                     |               |                         |
| Seppo Räty                                | Atletismo     | Jabalina M              |
| Jari Lipponen Tomi Poikolainen Ismo Falck | Tiro con arco | Equipos M               |
| Bronce                                    |               |                         |
| Jyri Kjäll                                | Boxeo         | Wélter ligero (64 kg) M |
| Antti Kasvio                              | Natación      | 200 m libre M           |